# 8245 Molnar
A 8245 Molnar (ideiglenes jelöléssel (8245) 1977 RC9) a Naprendszer kisbolygóövében található aszteroida. Schelte J. Bus fedezte fel 1977. szeptember 8-án.